# Viviano (homem espectável)
Viviano (em latim: Vivianus) foi um aristocrata romano do começo do século VI, ativo na Itália durante o reinado do rei ostrogótico Teodorico, o Grande (r. 474–526). Um homem espectável, em 507/511, mediante uma artimanha legal, assegurou a condenação de João 56, porém viria a se arrepender posteriormente e solicitaria uma apelação contra a sentença, que foi aprovada.